# Joel Rafael
Joel Rafael é um cantor/compositor norte-americano de folk music do Condado de San Diego, Califórnia.
Descrito como um intérprete natural das letras e músicas de Woody Guthrie, o segundo volume Woodyboye, que celebra as músicas de Woody Guthrie foi lançado pela Appleseed em 2005. O primeiro volume, Woodeye, foi lançado pela Inside Recordings em 2003.  Joel e sua banda acústica tem se apresentado e a fazer turnês pelo país desde 1993 e a Joel Rafael Band é considerada um dos mais atuais atos na cena do Festival Folk Nacional. Em 2000, a Joel Rafael Band, com Joel Rafael (vocais principais e guitarra), sua filha Jamaica (violino, viola e vocais), Carl Johnson (guitarra acústica principal) e Jeff Berkley (percussão), lançaram seu terceiro álbum, Hopper, pela Inside Recordings, uma gravadora independente criada por Jackson Browne. O álbum foi nomeada em 2002 para um Association For Independent Music (AFIM) Best Contemporary Folk award (prêmio de melhor folk contemporâneo).

## Discografia
| Ano  | Título                                                            | Gravadora       |
| ---- | ----------------------------------------------------------------- | --------------- |
| 2008 | Thirteen Stories High                                             | Inside          |
| 2005 | Woodyboye: Songs Of Woody Guthrie And Tales Worth Telling, Vol. 2 | Appleseed       |
| 2003 | Woodeye: Songs of Woody Guthrie                                   | Inside          |
| 2000 | Hopper                                                            | Inside          |
| 1996 | Old Wood Barn                                                     | Reluctant Angel |
| 1994 | Joel Rafael Band                                                  | Reluctant Angel |